# Чемпіонат світу з пляжного футболу 2002
Чемпіонат світу з пляжного футболу 2002 — восьмий чемпіонат світу з пляжного футболу. Турнір продовжив змінювати місце проведення і цього разу остаточно переїхав з Ріо-де-Жанейро, цього разу у Віторію, Еспіріту-Санту і Гуаружу, Сан-Паулу. Переможцем стала збірна Бразилії, яка повернула собі титул і обіграла у фіналі торішнього переможця збірну Португалії.

## Формат турніру
Формат проведення турніру повернувся до того, який був у 1995-1997 рр. Це означає, що не було чвертьфіналів, оскільки було лише 8 команд-учасниць, розбитих на 2 групи по 4 збірні, з яких по два переможці проходили у півфінали.

## Учасники
| Збірна     | Конфедерація | Кількість виступів на ЧС до цього | Найкращий виступ                                | Остання участь |
| ---------- | ------------ | --------------------------------- | ----------------------------------------------- | -------------- |
| Таїланд    | АФК          | дебютант                          | дебютант                                        | дебютант       |
| Аргентина  | КОНМЕБОЛ     | 6                                 | 3 місце (2001)                                  | 2001           |
| Бразилія   | КОНМЕБОЛ     | 7                                 | Переможець (1995, 1996, 1997, 1998, 1999, 2000) | 2001           |
| Уругвай    | КОНМЕБОЛ     | 7                                 | 2 місце (1996, 1997)                            | 2001           |
| Франція    | УЄФА         | 5                                 | 2 місце (1998, 2001)                            | 2001           |
| Іспанія    | УЄФА         | 4                                 | 3 місце (2000)                                  | 2001           |
| Португалія | УЄФА         | 5                                 | Переможець (2001)                               | 2001           |
| Італія     | УЄФА         | 7                                 | 3 місце (1996)                                  | 2001           |

## Груповий турнір

### Група A
| Команда  | Очки | І | В | П | ГЗ | ГП | +/- |
| -------- | ---- | - | - | - | -- | -- | --- |
| Бразилія | 9    | 3 | 3 | 0 | 17 | 4  | 13  |
| Таїланд  | 6    | 3 | 2 | 1 | 9  | 13 | -4  |
| Іспанія  | 3    | 3 | 1 | 2 | 11 | 10 | 1   |
| Франція  | 0    | 3 | 0 | 3 | 9  | 19 | -10 |

| 13 січня |

| Бразилія | 6–0 | Таїланд |
| -------- | --- | ------- |
|          |     |         |

|  |

| 14 січня |

| Іспанія | 7–2 | Франція |
| ------- | --- | ------- |
|         |     |         |

|  |

| 15 січня |

| Таїланд | 5–4 | Франція |
| ------- | --- | ------- |
|         |     |         |

|  |

| 16 січня |

| Бразилія | 4–1 | Іспанія |
| -------- | --- | ------- |
|          |     |         |

|  |

| 17 січня |

| Бразилія | 7–3 | Франція |
| -------- | --- | ------- |
|          |     |         |

|  |

| 18 січня |

| Таїланд | 4–3 | Іспанія |
| ------- | --- | ------- |
|         |     |         |

|  |

### Група B
| Команда    | Очки | І | В | П | ГЗ | ГП | +/- |
| ---------- | ---- | - | - | - | -- | -- | --- |
| Португалія | 9    | 3 | 3 | 0 | 20 | 11 | 9   |
| Уругвай    | 6    | 3 | 2 | 1 | 18 | 10 | 8   |
| Італія     | 3    | 3 | 1 | 2 | 14 | 16 | -2  |
| Аргентина  | 0    | 3 | 0 | 3 | 12 | 27 | -15 |

| 13 січня |

| Італія | 8–6 | Аргентина |
| ------ | --- | --------- |
|        |     |           |

|  |

| 14 січня |

| Португалія | 6–3 | Уругвай |
| ---------- | --- | ------- |
|            |     |         |

|  |

| 15 січня |

| Португалія | 6–4 | Італія |
| ---------- | --- | ------ |
|            |     |        |

|  |

| 16 січня |

| Уругвай | 11–2 | Аргентина |
| ------- | ---- | --------- |
|         |      |           |

|  |

| 17 січня |

| Португалія | 8–4 | Аргентина |
| ---------- | --- | --------- |
|            |     |           |

|  |

| 18 січня |

| Уругвай | 4–2 | Італія |
| ------- | --- | ------ |
|         |     |        |

|  |

## Матчі плей-оф
|  | Півфінали  | Півфінали  |   |          | Фінал               | Фінал |  |
|  |            |            |   |          |                     |       |  |
|  | 19 січня   |            |   |          |                     |       |  |
|  | Португалія | 3          |   |          |                     |       |  |
|  | Таїланд    | 2          |   |          |                     |       |  |
|  |            |            |   |          |                     |       |  |
|  |            |            |   |          | 20 січня            |       |  |
|  |            |            |   |          | Бразилія            | 6     |  |
|  |            | Португалія | 5 |          |                     |       |  |
|  |            |            |   |          |                     |       |  |
|  |            |            |   |          |                     |       |  |
|  |            |            |   |          | Матч за третє місце |       |  |
|  | 19 січня   | 19 січня   |   | 20 січня | 20 січня            |       |  |
|  | Бразилія   | 8          |   | Уругвай  | 5                   |       |  |
|  | Уругвай    | 4          |   |          | Таїланд             | 3     |  |

### Півфінали
| 19 січня |

| Португалія | 5–4 | Таїланд |
| ---------- | --- | ------- |
|            |     |         |

|  |

| 19 січня |

| Бразилія | 8–4 | Уругвай |
| -------- | --- | ------- |
|          |     |         |

|  |

### Матч за 3-тє місце
| 20 січня |

| Уругвай | 5–3 | Таїланд |
| ------- | --- | ------- |
|         |     |         |

|  |

### Фінал
| 20 січня |

| Бразилія | 6–5 | Португалія |
| -------- | --- | ---------- |
|          |     |            |

|  |

| Переможець чемпіонату світу з пляжного футболу 2002 року |
| -------------------------------------------------------- |
| Бразилія                                                 |
| Бразилія Сьомий титул                                    |

## Підсумкова таблиця чемпіонату
| Місце | Команда    |
| ----- | ---------- |
| 1     | Бразилія   |
| 2     | Португалія |
| 3     | Уругвай    |
| 4     | Таїланд    |
| 5     | Іспанія    |
| 6     | Італія     |
| 7     | Франція    |
| 8     | Аргентина  |

## Нагороди

### Найкращий бомбардир
| Місце | Гравець             | Голи |
| ----- | ------------------- | ---- |
| 1=    | Ненем (Бразилія)    | 9    |
| 1=    | Ніко (Уругвай)      | 9    |
| 1=    | Маджер (Португалія) | 9    |

### Найкращий гравець
| Гравець          |
| ---------------- |
| Ненем (Бразилія) |

### Найкращий воротар
| Player              |
| ------------------- |
| Номчароен (Таїланд) |